# 本寺井駅
本寺井駅（ほんてらいえき）は、かつて石川県能美郡寺井町寺井（現在の能美市寺井町）に位置していた、北陸鉄道能美線の駅（廃駅）である。
旧寺井町の中心に位置する主要駅で、乗降客・貨物取り扱い量ともに多かった。貨物は一時取り扱いの約80％が九谷焼の陶器で占められていたこともあった。

## 歴史

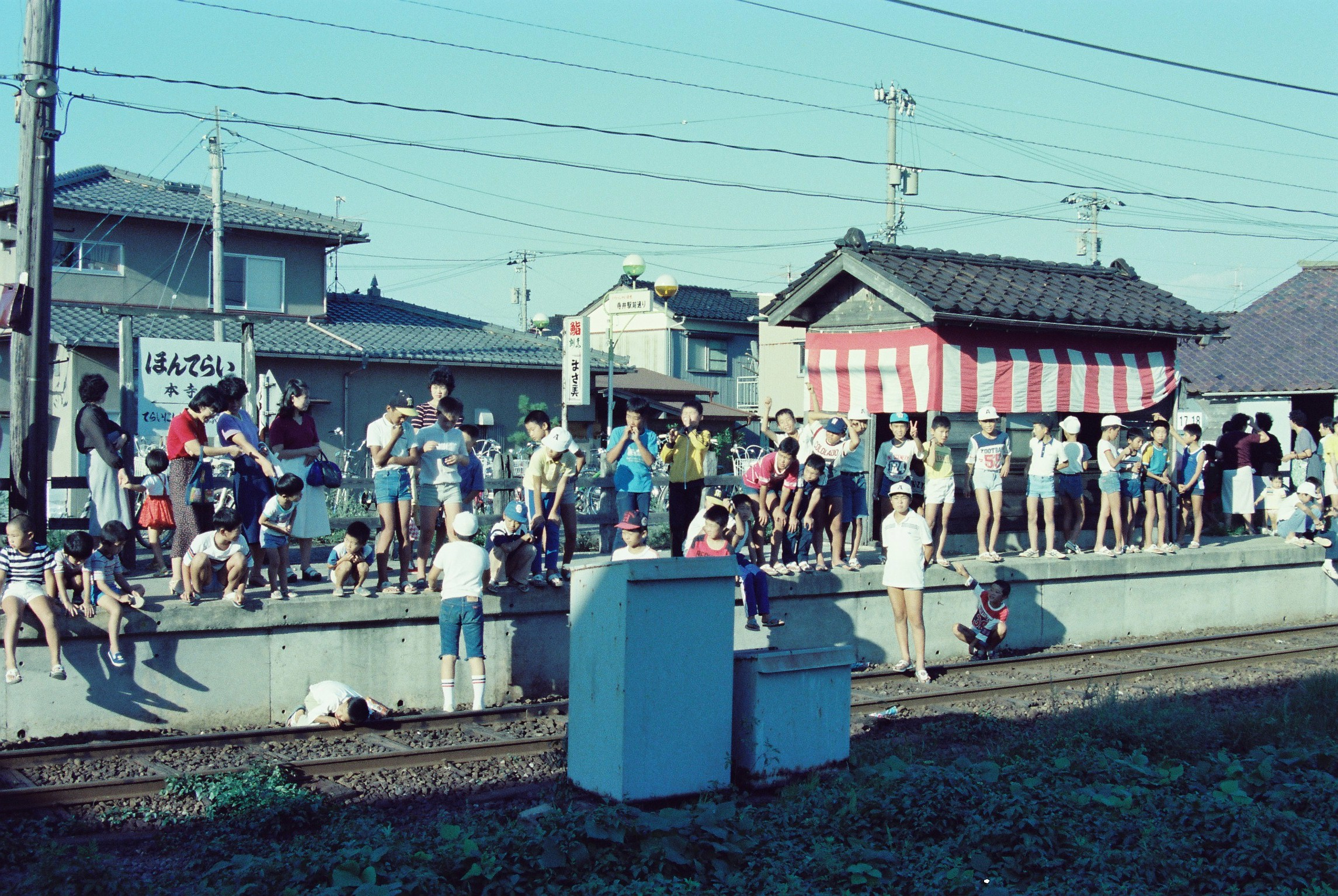
廃止時の本寺井駅（1980年）

- 1925年（大正14年）3月21日：能美電気鉄道の駅として開業[4][1][5]。開業当初から閉塞取扱・貨物取扱駅で[5]、駅長が常駐していた。
- 1943年（昭和18年）10月13日：北陸鉄道（現法人）発足に伴い、同社の能美線の駅となる[6]。
- 1968年（昭和43年）12月30日：貨物営業を廃止[7]。
- 1970年（昭和45年）4月1日：運行を朝夕のみに変更[7][8]。
- 1973年（昭和48年）8月1日：閉塞の取り扱いおよび列車交換を廃止して棒線化、駅も無人となる[7][8]。後に単式ホームを線路の北側へ移す。
- 1980年（昭和55年）9月14日：能美線廃止に伴い廃駅[2]。

## 駅構造
島式ホーム1面2線を有する地上駅で、北側に駅舎と貨物側線、南側に車庫（1959年に廃止）、西側には寺井農協の専用線があったが、利用者の減少とともにすべて廃止、晩年は貨物側線を撤去した跡に作られた片面ホーム1本だけの無人駅となっていた。

## 現状
鉄道路線廃止後、駅跡は1998年（平成10年）に寺井町立図書館（現在の能美市立寺井図書館）が竣工し、利用を開始。図書館前には駅名標のレプリカが設置されているのみである。

## 隣の駅
北陸鉄道
能美線
末信牛島駅 - 本寺井駅 - 寺井西口駅